# Federico Echave
Federico Echave Musatadi (Guernica, 20 juli 1960) is een voormalig Spaans wielrenner, beroeps van 1981 tot 1996. Hij stond bekend als begenadigd ronderenner en klimmer, in zijn nadagen als knecht van Tony Rominger. 

## Belangrijkste overwinningen
1982
- 1e etappe Ronde van Cantabrië
- Caboalles de Abajo

1983
- Proloog Ronde van Asturië

1984
- Eindklassement Ronde van Burgos
- 3e etappe Ronde van Burgos
- 4e etappe Ronde van Burgos

1985
- 5e etappe Ronde van Spanje
- 4e etappe Ruta del Sol
- 2e etappe Ronde van Valencia
- 2e etappe Ronde van Rioja
- Klasika Primavera

1986
- 9e etappe Ronde van Catalonië
- Klasika Primavera

1987
- 19e etappe Ronde van Frankrijk
- 2e etappe Ronde van Asturië
- Circuito de Getxo

1988
- 4e etappe Ronde van Asturië
- Eindklassement Ronde van La Rioja

1989
- Ronde van Castilië en León
- Euskal Bizikleta

1990
- 17e etappe Ronde van Spanje
- Eindklassement Ronde van Galicië

1991
- 3e etappe Ronde van Valencia

1992
- Klasika Primavera
- Grand Prix des Amériques

1993
- 2e etappe Ronde van het Baskenland

## Resultaten in voornaamste wedstrijden
| Jaar | Ronde van Italië | Ronde van Frankrijk | Ronde van Spanje |
| ---- | ---------------- | ------------------- | ---------------- |
| 1982 |                  |                     | 39e              |
| 1983 |                  |                     | 41e              |
| 1984 |                  | 39e                 | 17e              |
| 1985 |                  |                     | 33e (1)          |
| 1986 |                  | 38e                 | 36e              |
| 1987 |                  | 12e (1)             | 17e              |
| 1988 |                  | 25e                 | 13e              |
| 1989 |                  | opgave              | 4e               |
| 1990 | 5e               |                     | 6e (1)           |
| 1991 | 13e              |                     | 4e               |
| 1992 |                  | opgave              | 5e               |
| 1993 |                  | 23e                 | 24e              |
| 1994 |                  | 34e                 | 22e              |
| 1995 |                  |                     | 18e              |
| 1996 |                  | 40e                 |                  |

| Jaar | Milaan-San Remo | Luik-Bast.‑Luik | Ronde van Lombardije | Clásica San Sebastián |  | WK op de weg |  | Wereldranglijsten |
| ---- | --------------- | --------------- | -------------------- | --------------------- |  | ------------ |  | ----------------- |
| 1982 |                 |                 |                      |                       |  |              |  |                   |
| 1983 |                 |                 |                      |                       |  |              |  |                   |
| 1984 |                 |                 |                      |                       |  | 9e           |  |                   |
| 1985 |                 |                 |                      |                       |  | 37e          |  |                   |
| 1986 | 57e             |                 |                      | 4e                    |  | 10e          |  |                   |
| 1987 |                 |                 |                      | ↑                     |  | 37e          |  |                   |
| 1988 |                 |                 |                      |                       |  |              |  |                   |
| 1989 | 59e             |                 |                      | 40e                   |  | 18e          |  |                   |
| 1990 |                 |                 | 5e                   | 5e                    |  | 14e          |  | 10e (UWB)         |
| 1991 | 122e            |                 | 53e                  | 88e                   |  | 10e          |  |                   |
| 1992 |                 |                 |                      | 11e                   |  | 12e          |  |                   |
| 1993 | 59e             |                 |                      | 39e                   |  | 43e          |  |                   |
| 1994 |                 |                 | 52e                  | 37e                   |  |              |  |                   |
| 1995 |                 | 33e             |                      | 58e                   |  |              |  |                   |
| 1996 |                 |                 |                      | 77e                   |  |              |  |                   |